# Баква, Дилан
Дила́н Баква́ (фр. Dilane Bakwa; родился 26 августа 2002, Ле-Блан-Мениль) — французский футболист, нападающий клуба «Страсбур».

## Клубная карьера
Выступал за футбольные академии клубов «Буасси» и «Лузитанс Сен-Мор». В июле 2015 года стал игроком академии «Бордо». В основном составе «Бордо» дебютировал 27 сентября 2020 года в матче французской Лиги 1 против «Ниццы».
В августе 2023 года перешёл в «Страсбур».

## Карьера в сборной
Выступал за сборные Франции до 16, до 17 лет и до 21 года.
В мае 2019 года в составе сборной Франции до 17 лет принял участие в чемпионате Европы среди юношей до 17 лет, сыграв в пяти матчах турнира. Французы проиграли в полуфинале сборной Италии.